# Liste der Naturschutzgebiete im Kreis Paderborn
Die Liste der Naturschutzgebiete im Kreis Paderborn enthält die Naturschutzgebiete des Kreises Paderborn in Nordrhein-Westfalen.

## Liste
| Schlüsselnr. | Gemeinde        | Gebietsname                                           | Fläche in ha | Bild                                                       |
| ------------ | --------------- | ----------------------------------------------------- | ------------ | ---------------------------------------------------------- |
| PB-047K1     | Altenbeken      | Egge-Nord (PB)                                        | 1619         | Egge-Nord (PB-047K1)                                       |
| PB-078       | Altenbeken      | Sommerberg-Ortwald                                    | 23           | Sommerberg-Ortwald                                         |
| PB-055       | Altenbeken      | Stollen am großen Viadukt westlich Altenbeken         | 1,8941       | Stollen am großen Viadukt westlich Altenbeken              |
| PB-077       | Altenbeken      | Sieben Gründe                                         | 46,6         | Sieben Gründe                                              |
| PB-080       | Altenbeken      | Ziegenstallsgründe                                    | 79,5         | Ziegenstallsgründe                                         |
| PB-079       | Altenbeken      | Hossenberg                                            | 10           | Hossenberg                                                 |
| PB-082       | Altenbeken      | Happenberg-Krausenberg-Dunetal                        | 76,4         | Dunetal                                                    |
| PB-083       | Altenbeken      | Steinbruch Schwaney                                   | 6,6          | Steinbruch Schwaney                                        |
| PB-085       | Altenbeken      | Suren Kämpe-Rauhegrund                                | 27,1         | Rauhegrund                                                 |
| PB-086       | Altenbeken      | Bodental-Ochsenberg                                   | 105          | Bodental                                                   |
| PB-084       | Altenbeken      | Emder Wald                                            | 91,5         | Emder Wald                                                 |
| PB-081       | Altenbeken      | Eggekamm                                              | 1968         | Klusweide im NSG „Eggekamm“                                |
| PB-024       | Bad Lippspringe | Egge-Nord (LP)                                        | 332,13       | Egge-Nord (LP)                                             |
| PB-043       | Bad Lippspringe | Rosenberg                                             | 26,80        | Rosenberg                                                  |
| PB-046       | Bad Lippspringe | Lippeniederung zwischen Bad Lippspringe und Mastbruch | 159,2809     | Lippeniederung zwischen Bad Lippspringe und Mastbruch      |
| PB-022       | Bad Wünnenberg  | Waldbachtal                                           | 21,75        | Waldbachtal                                                |
| PB-040       | Bad Wünnenberg  | Lühlingsbach-Nettetal                                 | 38,40        | Lühlingsbach-Nettetal                                      |
| PB-042       | Bad Wünnenberg  | Große Aa                                              | 19,66        | Große Aa                                                   |
| PB-044       | Bad Wünnenberg  | Mittelbruch                                           | 15,01        | Mittelbruch                                                |
| PB-045       | Bad Wünnenberg  | Altehaier Bruch                                       | 2,72         | Altehaier Bruch                                            |
| PB-060       | Bad Wünnenberg  | Leiberger Wald                                        | 1785,58      | Leiberger Wald (Bad Wünnenberg)                            |
| PB-066       | Bad Wünnenberg  | Wälder bei Büren                                      | 1515,7931    | Wälder bei Büren (Bad Wünnenberg)                          |
| PB-058       | Borchen         | Ziegenberg (Borchen)                                  | 2,8220       | Ziegenberg (VO)                                            |
| PB-037       | Büren           | Almetal (PB) (LP)                                     | 9,90         | Almetal (PB)                                               |
| PB-060       | Büren           | Leiberger Wald                                        | 1785,58      | Leiberger Wald (Büren)                                     |
| PB-061       | Büren           | Almehänge bei Ahden und Wewelsburg                    | 18,74        | Almehänge bei Ahden und Wewelsburg                         |
| PB-063       | Büren           | Tuffstein bei Büren                                   | 0,1739       | Tuffstein bei Büren                                        |
| PB-065       | Büren           | Pagenholz                                             | 41,49        | Pagenholz                                                  |
| PB-066       | Büren           | Wälder bei Büren                                      | 1059,37      | Wälder bei Büren                                           |
| PB-069       | Büren           | Okental                                               | 26,93        | Okental                                                    |
| PB-002       | Delbrück        | Erdgarten-Lauerwiesen                                 | 121,65       | Erdgarten-Lauerwiesen                                      |
| PB-004       | Delbrück        | Gunnewiesen                                           | 237,80       | Gunnewiesen zwischen Bentfeld und Scharmede                |
| PB-010       | Delbrück        | Hünenburg-Boke                                        | 1,49         | Hünenburg-Boke                                             |
| PB-012       | Delbrück        | Rixel                                                 | 28,84        | Rixel                                                      |
| PB-013       | Delbrück        | Steinhorster Becken                                   | 82,58        | Steinhorster Becken                                        |
| PB-016       | Delbrück        | Boker Heide                                           | 86,87        | Boker Heide                                                |
| PB-030K2     | Delbrück        | Rietberger Emsniederung (PB)                          | 14,69        | Rietberger Emsniederung                                    |
| PB-032       | Delbrück        | Lippeniederung II – Anreppen                          | 19,88        | Lippeniederung II – Anreppen                               |
| PB-033       | Delbrück        | Lippeniederung III – Kirchboke                        | 16,34        | Lippeniederung III – Kirchboke                             |
| PB-034       | Delbrück        | Lippeniederung IV – Barbruch                          | 79,28        | Lippeniederung IV – Barbruch                               |
| PB-035       | Delbrück        | Lippeniederung V – Heitwinkel                         | 69,89        | Lippeniederung V – Heitwinkel                              |
| PB-038       | Delbrück        | Hederaue mit Thüler Moorkomplex                       | 487,57       | Hederaue mit Thueler Moorkomplex                           |
| PB-056       | Delbrück        | Scheelenteich                                         | 2,6836       | Scheelenteich                                              |
| PB-059       | Delbrück        | Lippeniederung I bei Sande (VO)                       | 0,6271       |                                                            |
| PB-002       | Hövelhof        | Erdgarten-Lauerwiesen                                 | 121,65       | Erdgarten-Lauerwiesen                                      |
| PB-014       | Hövelhof        | Apels Teich                                           | 39,68        | Apels Teich                                                |
| PB-023       | Hövelhof        | Ramselbruch                                           | 53,08        | Ramselbruch                                                |
| PB-027       | Hövelhof        | Moosheide (PB)                                        | 281,61       | Moosheide                                                  |
| PB-029       | Hövelhof        | Rixelbruch                                            | 6,28         | Rixelbruch                                                 |
| PB-005       | Lichtenau       | Bleikuhlen                                            | 1,83         | Bleikuhlen                                                 |
| PB-008       | Lichtenau       | Sauertal                                              | 966,73       | Sauertal                                                   |
| PB-017       | Lichtenau       | Eselsbett und Schwarzes Bruch                         | 293,94       | Eselsbett und Schwarzes Bruch                              |
| PB-020       | Lichtenau       | Sauerbachtal Bülheim                                  | 56,96        | Sauerbachtal Bülheim                                       |
| PB-021K2     | Lichtenau       | Schwarzbachtal (PB)                                   | 220,60       | Schwarzbachtal (PB)                                        |
| PB-057       | Lichtenau       | Marschallshagen und Nonnenholz mit oberen Altenautal  | 1945,3603    | Marschallshagen und Nonnenholz mit oberen Altenautal       |
| PB-070       | Lichtenau       | Schmittwassertal                                      | 54,74        | Schmittwassertal                                           |
| PB-071       | Lichtenau       | Glasebruch                                            | 515,54       | Glasebruch                                                 |
| PB-072       | Lichtenau       | Nordhänge des Altenautals                             | 52,09        | Nordhänge des Altenautals                                  |
| PB-073       | Lichtenau       | Mental                                                | 16,40        | Mental                                                     |
| PB-074       | Lichtenau       | Oberer Kleinenberg                                    | 57,32        | Oberer Kleinenberg                                         |
| PB-075       | Lichtenau       | Geimer Berg                                           | 52,53        | Geimer Berg                                                |
| PB-024       | Paderborn       | Egge-Nord (LP)                                        | 332,13       | Egge-Nord (LP)                                             |
| PB-025       | Paderborn       | Langenbergteich                                       | 2,35         | Langenbergteich                                            |
| PB-028       | Paderborn       | Ziegenberg (Paderborn)                                | 81,19        | Ziegenberg                                                 |
| PB-031       | Paderborn       | Lippeniederung bei Sande (LP)                         | 61,06        | Lippeniederung bei Sande (LP)                              |
| PB-046       | Paderborn       | Lippeniederung zwischen Bad Lippspringe und Mastbruch | 159,2809     | Lippeniederung zwischen Bad Lippspringe und Mastbruch (PB) |
| PB-048       | Paderborn       | Lothewiesen                                           | 61,1845      | Lothewiesen                                                |
| PB-049       | Paderborn       | Elser Holz – Rottberg                                 | 208,3250     | Elser Holz – Rottberg                                      |
| PB-050       | Paderborn       | Gottegrund                                            | 46,4206      | Gottegrund                                                 |
| PB-051       | Paderborn       | Buchenwald bei Elsen Bahnhof                          | 4,0953       | Buchenwald bei Elsen Bahnhof                               |
| PB-052       | Paderborn       | Krumme Grund – Pamelsche Grund                        | 93,6523      | Krumme Grund – Pamelsche Grund                             |
| PB-053       | Paderborn       | Steinbruch Ilse                                       | 79,1960      | Steinbruch Ilse                                            |
| PB-054       | Paderborn       | Ellerbachtal                                          | 42,0584      | Ellerbachtal                                               |
| PB-076       | Paderborn       | Lippe bei Sande                                       | 10,66        | Lippe bei Sande                                            |
| PB-004       | Salzkotten      | Gunnewiesen                                           | 237,80       | Gunnewiesen (Salzkotten)                                   |
| PB-009       | Salzkotten      | Rabbruch und Osternheuland                            | 219,33       | Rabbruch                                                   |
| PB-016       | Salzkotten      | Boker Heide                                           | 86,87        | Boker Heide                                                |
| PB-018       | Salzkotten      | Sültsoid                                              | 21           | Sültsoid                                                   |
| PB-026       | Salzkotten      | Hügelgräberfeld Mantinghausen                         | 1,71         | Huegelgraeberfeld Mantinghausen                            |
| PB-034       | Salzkotten      | Lippeniederung IV – Barbruch                          | 79,28        | Lippeniederung IV – Barbruch                               |
| PB-035       | Salzkotten      | Lippeniederung V – Heitwinkel                         | 69,89        | Lippeniederung V – Heitwinkel                              |
| PB-036       | Salzkotten      | Lippeniederung VI – Mantinghausen                     | 99,35        | Lippeniederung VI - Mantinghausen                          |
| PB-038       | Salzkotten      | Hederaue mit Thüler Moorkomplex                       | 487,57       | Hederaue mit Thueler Moorkomplex                           |